# Сайгинське сільське поселення
Са́йгинське сільське поселення (рос. Сайгинское сельское поселение) — сільське поселення у складі Верхньокетського району Томської області Росії.
Адміністративний центр та єдиний населений пункт — селище Сайга.
Населення сільського поселення становить 888 осіб (2019; 991 у 2010, 1089 у 2002).